# József Marosi
József Marosi (ur. 16 października 1934 w Budapeszcie) – węgierski florecista i szpadzista, dwukrotny medalista igrzysk olimpijskich i trzykrotny medalista mistrzostw świata.
Na igrzyskach olimpijskich w Melbourne w 1956 wspólnie z Endre Tillim, Józsefem Sákovicsem, Józsefem Gyuriczą, Lajosem Somodim i Mihálym Fülöpem zdobył brązowy medal we florecie drużynowym. Ponadto razem z Józsefem Sákovicsem, Bélą Rerrichem, Lajosem Balthazárem, Ambrusem Nagym i Barnabásem Berzsenyim wywalczył srebro w szpadzie drużynowej. Na rozgrywanych cztery lata później igrzyskach olimpijskich w Rzymie we florecie drużynowym był czwarty.
Podczas mistrzostw świata w Luksemburgu w 1954 roku razem z Aladárem Gerevichem, Józsefem Gyuriczą, Endre Palóczem, Bertalanem Szöcsem i Endre Tillim zajął trzecie miejsce we florecie drużynowym. Na mistrzostwach świata w Rzymie rok później w tej samej konkurencji zdobył srebrny medal. Na MŚ 1955 zdobył również brązowy medal w szpadzie drużynowej.
Jego siostra, Paula Marosi także uprawiała szermierkę, a szwagier, Ödön Földessy, był lekkoatletą.